# Забілля (присілок, Курська область)
Забілля (рос. Забелье) — присілок в Тимському районі Курської області Російської Федерації.
Населення становить 234 особи. Входить до складу муніципального утворення Успенська сільрада.

## Історія
Населений пункт розташований на території українського етнічного та культурного краю Східна Слобожанщина.
Від 2004 року входить до складу муніципального утворення Успенська сільрада.

## Населення
1. Н/Д[2]